# Richenda Carey
Pour les articles homonymes, voir Carey.
Richenda Carey est une actrice britannique née le 9 avril 1948 à Bitton en Angleterre.

## Filmographie

### Cinéma
- 1985 : Les Débiles dans l'espace : Comtesse Gretel
- 1989 : Raiders : la secrétaire de Mallory
- 1990 : Strike It Rich : Miss Bullen
- 1994 : Nostradamus : la comtesse
- 1997 : Mrs Dalloway : Lady Bradshaw
- 1997 : Forever : la femme féroce
- 1998 : Monk Dawson : Lady Toynton
- 1999 : Whatever Happened to Harold Smith? : Mary Blackcottage
- 2000 : Five Seconds to Spare : l'officier de police
- 2001 : Lara Croft: Tomb Raider : la femme impérieuse
- 2001 : Crush : Le Club des frustrées : Lady Governor
- 2003 : Vacuums : Mme Cartwright
- 2005 : Separate Lies de Julian Fellowes : Sarah Tufnell
- 2015 : Colonia : Gisela
- 2019 : Downton Abbey de Michael Engler : Mme Webb
- 2021 : The Protégé : Madame Lucia

### Télévision
- 1974 : Childhood : Woodcutter (1 épisode)
- 1974 : Maîtres et Valets : l'infirmière en chef (1 épisode)
- 1975 : Within These Walls : Bugden la gardienne de prison (1 épisode)
- 1976-1979 : Play for Today : plusieurs personnages (3 épisodes)
- 1977 : Le Muppet Show : la reine (1 épisode)
- 1984 : Nuits secrètes : Mme Hale (2 épisodes)
- 1984 : Just Good Friends : Hilary Styles (1 épisode)
- 1985 : Florence Nightingale : la dame du comité
- 1985-1987 : Signé Cat's Eyes : Mme Granger et Mme Hargreaves (2 épisodes)
- 1986 : Call Me Mister : la technicienne (1 épisode)
- 1986 : Only Fools and Horses : la dame à l'opéra (1 épisode)
- 1987 : Dear John : Miss Culper (1 épisode)
- 1988 : Gems : Mme Evans (3 épisodes)
- 1990 : Jeeves and Wooster : Lady Wickammersley (1 épisode)
- 1990 : She-Wolf of London : Zelda (1 épisode)
- 1991 : The Darling Buds of May : Lady Bluff-Gore (3 épisodes)
- 1991 : Bodger and Badger : Mme Bogart (7 épisodes)
- 1994 : Wycliffe : Jane Rule (1 épisode)
- 1995 : The Choir : Bridget Cavendish (5 épisodes)
- 1996 : The Prince and the Pauper (6 épisodes)
- 1997 : Kavanagh : Pamela Erskine (1 épisode)
- 1999 : Les Allumés (1 épisode)
- 2003 : Monarch of the Glen (en) : Lady Dorothy Trumpington-Bonnet (5 épisodes)
- 2004 : Inspecteur Barnaby : Margaret Hopkins (1 épisode)
- 2008 : Criminal Justice : Juge Ira (4 épisodes)
- 2010 : Le Journal secret d'Anne Lister : Mme Priestley
- 2015 : Residue : Evangeline Diehl (3 épisodes)
- 2017 : Fallet : Mme Brown (5 épisodes)
- 2019 : Agatha Raisin : Olivia Witherspoon (1 épisode)

## Voix françaises
- Sylvie Genty dans Colonia (2015)
- Frédérique Cantrel dans Downton Abbey (2019)